# Scott Sellars
Pour les articles homonymes, voir Sellars.
Scott Sellars est un footballeur puis entraîneur anglais, né le 27 novembre 1965 à Sheffield, Angleterre. Évoluant au poste de milieu de terrain gauche, il est principalement connu pour ses saisons à Blackburn Rovers, Leeds United, Newcastle United, Bolton Wanderers, Huddersfield Town, AGF Århus et Mansfield Town ainsi que pour avoir été sélectionné en équipe d'Angleterre espoirs.

## Biographie

### Carrière de joueur
Un des grands moments de sa carrière est d'inscrire le but victorieux 1-0 pour Newcastle United contre les rivaux de Sunderland, le 24 avril 1993. En plus de la victoire lors du derby du Tyne and Wear, ce but permet aux Magpies de faire un grand pas vers la promotion en Premier League.
Il connait la période la plus faste de sa carrière en jouant pour les Blackburn Rovers. En effet, il remporte la Full Members Cup en 1987, est élu membre de l'équipe-type de la saison en Second Division à deux occasions, en 1989-90 et en 1991-92, cette dernière saison à la suite de laquelle il obtient la promotion en Premier League.

### Carrière internationale
Il reçoit trois sélections en équipe d'Angleterre espoirs en 1988 alors qu'il joue aux Blackburn Rovers.

### Carrière d'entraîneur
Après avoir occupé le poste d'adjoint à Chesterfield en 2008-2009, il devient l'entraîneur responsable du centre de formation de Manchester City pendant cinq années, avant d'être renvoyé le 11 avril 2014 à la suite de divergences avec le directeur technique, Txiki Begiristain.
En juillet 2014, il est recruté comme assistant aux Wolverhampton Wanderers.